# Бошняк Віктор Вікторович
Ві́ктор Ві́кторович Бошняк — солдат 28-ї окремої механізованої бригади Збройних Сил України, загинув в ході російсько-української війни.

## Життєпис
Крім нього, батьки виховали ще двох дітей.
Механік-водій, 28-ма окрема механізована бригада.
11 листопада 2014-го загинув у бою — за 150 метрів від опорного пункту бригади поблизу села Березове Мар'їнського району була виявлена російська диверсійно-розвідувальна група — один з бойовиків підірвався на мінній «розтяжці». Мотострілецький підрозділ рушив на перехоплення, в цей час терористам надійшло підкріплення — не менш як 50 осіб із мінометами та гранатометами. Терористів в ближньому бою розбили, втративши щонайменше 10 осіб. У цьому бою загинув Віктор Бошняк та ще 2 вояків — Максим Сенкевич й Віталій Токар, іще 3 зазнали поранень.
Похований у Петрівці. Вдома лишилася мама.

## Нагороди та вшанування
- Указом Президента України № 311/2015 від 4 червня 2015 року, «за особисту мужність і високий професіоналізм, виявлені у захисті державного суверенітету та територіальної цілісності України, вірність військовій присязі», нагороджений орденом «За мужність» III ступеня (посмертно)[1].
- На фасаді Петрівської школи, де навчався Віктор, йому відкрили меморіальну дошку[2].